# Cidade Cinza (documentário)
Cidade Cinza é um documentário dirigido por Marcelo Mesquita e Guilherme Valiengo, produção independente, o qual contou com a participação dos artistas Os Gêmeos, Nunca e Nina, bem como uma trilha sonora composta por Criolo e Daniel Ganjaman.
Cidade Cinza relata que os grafiteiros, Os Gemeos, Nunca e Nina possuem suas obras expostas em museus e galerias no exterior, e que em São Paulo, cidade de origem dos artistas, seus grafites são pintados de cinza pela prefeitura. O documentário ainda acompanha a repintura de um enorme mural que foi apagado, abre nossos olhos para as cores deste grupo de artistas e questiona o cinza que cerca nossas vidas nas grandes metrópoles.
O filme entrou em cartaz no final do ano de 2013 gratuitamente para o público, e o DVD foi lançado em 16  set. de 2014.

## Obras análogas
Em 2014, um documentário de temática análoga foi lançado com o nome de Contra a Parede, abordando a temática do grafite e pichação na cidade brasileira de Campo Grande, no estado do Mato Grosso do Sul. O filme aborda a questão da dualidade entre “picho” e grafite.